# Eugène Hugo
Pour les articles homonymes, voir Famille Hugo et Hugo.
 (mars 2011).
Eugène Hugo est un écrivain français né le 16 septembre 1800 à Nancy et mort le 20 février 1837 à l'hôpital Esquirol de Saint-Maurice (Val-de-Marne). 

## Biographie
Il est le second fils, entre Abel et Victor, du général d'Empire Joseph Léopold Sigisbert Hugo (1773 ‑ 1828) – créé comte, selon la tradition familiale, par Joseph Bonaparte, roi d'Espagne – et de Sophie Trébuchet (1772‑1821), Eugène Hugo n'avait que seize mois de différence avec son frère Victor.
Il manifeste des dons précoces en matière littéraire, ce qui crée une certaine rivalité avec son frère cadet, aggravée lorsque Victor épouse Adèle Foucher, l'amour secret d'Eugène. Souffrant de dépression, il est interné à l'asile de Charenton en 1822 puis à nouveau dès mai 1823. Il meurt sans avoir retrouvé la raison, en 1837, à l'âge de 36 ans. Victor Hugo, à qui il laisse son titre de vicomte, tente de conjurer la culpabilité d’avoir abandonné son frère en faisant apparaître sa figure dans certaines œuvres, comme Les Jumeaux, et lui rend spécialement hommage dans le XXIXe poème des Voix intérieures : À Eugène vicomte H. (1837).
Il est inhumé au cimetière du Père-Lachaise (27e division).

## Œuvres
- Le Déluge, [lire sur Wikisource]
- Stances (1818) [lire sur Wikisource]
- Ode sur la mort du duc d'Enghien, ode (1818) [lire sur Wikisource]
- Sur la mort du prince de Condé, ode (1819) [lire sur Wikisource]
- Stances à Thaliarque (1820) [lire sur Wikisource]
- Le Duel du précipice, nouvelle (1823) [lire sur Wikisource]
- Trahison pour trahison, nouvelle (1833) [lire sur Wikisource]